# Joliette (métro de Marseille)
Pour l’article homonyme, voir Joliette (métro de Montréal).
Joliette est une station de la ligne 2 du métro de Marseille. Située place de la Joliette dans le 2e arrondissement, elle dessert le quartier de La Joliette dans le périmètre d'Euroméditerranée. Les Docks, le Fonds régional d'art contemporain, les Terrasses du Port, la Gare maritime internationale sont situés à proximité.

## Histoire
La station a été ouverte le 3 mars 1984 : elle fait partie du premier tronçon de la ligne 2 dont elle est alors le terminus Nord. En 1987, la ligne est prolongée de Joliette à Bougainville.
Depuis le 3 juillet 2023, la station est en cours de rénovation.

## Architecture et équipements
Joliette est une station souterraine, construite sous la rue de la République. Elle possède deux accès : l'un sur la rue de la République et l'autre sur la place de la Joliette.
La station est décorée sur le thème du port, qu'elle dessert. Le couloir entre la station et la bouche de métro place de la Joliette est jalonné de panneaux représentant des éléments de navires. L'étage intermédiaire est décorée d'une gigantesque fresque d'Albert Jaubert intitulée Les ports et représentant des navires en cours de chargement. Elle est réalisée selon la technique de la sérigraphie en couleurs sur tôle émaillée.

## Sites desservis
- La Place de la Joliette
- Les Terrasses du Port
- Le Village des Docks
- Les Docks
- La salle de concert et spectacle Le Silo
- La Tour CMA-CGM
- La Tour La Marseillaise
- Le Fonds régional d'art contemporain
- La Rue de la République
- Le Hangar J1

## Accès
La station est desservie par les lignes suivantes :
Terminus Joliette
- Ligne   en direction de l’Estaque Riaux, des Plages de Corbières ou du Terminal Croisières en navette expresse (ligne 35T).
- Ligne   en direction du Roucas Blanc.

Arrêt Joliette
- Ligne   en direction d’Arenc le Silo ou de La Blancarde.
- Ligne   en direction d’Arenc le Silo ou de Castellane.
- Ligne   en direction de Réformés Canebière ou de Vauban.
- Ligne    C8  en direction de Gare St Charles ou de Sausset les Pins - Gare SNCF.

Arrêt Terrasses du Port
- Ligne   en direction du Métro Rond-Point du Prado ou d’Euroméditerranée Arenc.

## Services
- Service assuré du lundi au dimanche de 5h à 1h.
- Distributeurs de titres: possibilité de régler par billets, pièces, carte bancaire.